# Торнтон, Шон (хоккеист)
Шон Торнтон (англ. Shawn Thornton; 23 июля 1977, Ошава, Канада) — бывший профессиональный канадский хоккеист, нападающий, тафгай. За карьеру провёл более двухсот драк. Двукратный обладатель Кубка Стэнли — в 2007 году в составе «Анахайм Дакс» и в 2011 году в составе «Бостон Брюинз».

## Игровая карьера
«Торонто Мейпл Лифс» выбрали Шона Торнтона в седьмом раунде драфта 1997 года.
30 сентября 2001 года Торнтон перешёл в «Чикаго Блэкхокс» в обмен на защитника Марти Уилфорда.
14 июля 2006 года Торнтон подписал годичный контракт с «Анахайм Дакс», имея статус неограниченно свободного агента. В начале сезона Торнтон играл в фарм-клубе «Анахайма» в АХЛ «Портленд Пайретс» и был капитаном команды. Но начиная с декабря он уже был в основном составе «Дакс», с которыми выиграл Кубок Стэнли, проведя 48 матчей в регулярном чемпионате и 15 матчей в плей-офф, в том числе четыре — в финальной серии против «Оттавы Сенаторз».
1 июля 2007 года Торнтон перешёл в «Бостон Брюинз». 18 марта 2010 года Шон Торнтон подрался с Мэттом Куком из «Питтсбург Пингвинз». Торнтон вызвал Кука на бой в начале матча, нанёс ему несколько ударов и повалил на лёд, после чего вмешались судьи матча. В предыдущей встрече этих команд Кук травмировал нападающего «Бостона» Марка Савара силовым приёмом в голову, из-за которого Савар был вынужден пропустить остаток регулярного чемпионата, а впоследствии эта травма привела к досрочному завершению карьеры Савара. Мэтт Кук за тот силовой приём во время игры наказан не был. 4 июня 2010 года Торнтон продлил контракт с «Бостоном» на два года. В плей-офф 2011 года Торнтон ни разу не подрался за 18 сыгранных матчей. Он сыграл в пяти матчах финальной серии против «Ванкувер Кэнакс» и выиграл свой второй Кубок Стэнли. 20 марта 2012 года Торнтон продлил контракт с «Бостоном» ещё на два года. 14 октября 2013 года матч «Бостона» против «Детройта» стал для Торнтона пятисотым в НХЛ. В конце сезона 2013/14 генеральный менеджер «Брюинз» Питер Чиарелли объявил, что клуб не будет предлагать новый контракт Торнтону.
1 июля 2014 года Шон Торнтон подписал контракт на два года с «Флоридой Пантерз». В составе «Флориды» Торнтон сыграл свой шестисотый матч в НХЛ. Он стал третьим хоккеистом, кому удалось сыграть 600 матчей в АХЛ и НХЛ (после Джима Моррисона и Дэйва Крэйгтона), причём Торнтон стал первым, сыгравшим 600 матчей сначала в АХЛ, а потом в НХЛ. 25 февраля 2016 года было объявлено, что Торнтон продлил контракт с «Флоридой» ещё на 1 год.